# أورسوليا سيجيدي
أورسوليا سيجيدي (بالمجرية: Szegedi Orsolya)‏ مواليد 16 فبراير 1989 في المجر، هي لاعبة كرة يد مجرية تلعب كجناح أيسر. وصلت مع فريقها إلى نصف نهائي دوري أبطال أوروبا لكرة اليد للسيدات في 2010.